# (3250) Martebo
(3250) Martebo est un astéroïde de la ceinture principale.

## Description
(3250) Martebo est un astéroïde de la ceinture principale. Il fut découvert le 6 mars 1979 à l'observatoire du Mont Stromlo par Claes-Ingvar Lagerkvist. Il présente une orbite caractérisée par un demi-grand axe de 3,02 UA, une excentricité de 0,10 et une inclinaison de 9,6° par rapport à l'écliptique.

## Compléments